# Museu d'Història Natural de Berlín
El Museu d'Història Natural de Berlín, Museum für Naturkunde, també anomenat Naturkundemuseum o Museu Humboldt(oficialment: Museum für Naturkunde - Leibniz-Institut für Evolutions- und Biodiversitätsforschung), és un museu d'història natural situat a Berlín, Alemanya. El museu acull més de 30 milions d'espècimens, entre zoològics, paleontològics i mineralògics, incloent-hi més de deu mil tipus nomenclaturals. El lloc és famós per dues exposicions mundialment reconegudes: el dinosaure més gros muntat del món, el Giraffatitan, i per un espècimen extraordinàriament preservat de la primera au coneguda, l'arqueòpterix.
Fundat el 1810, és el museu més gran d'història natural d’Alemanya. Les col·leccions de minerals del museu es remunten a l'Acadèmia de Ciències de Prússia, de 1700. Importants espècimens zoològics inclouen aquelles recuperades per l'Expedició Valdiva, realitzada en regions abissals entre 1898 i 1899, per l'Expedició Sud-Polar (en anglès: Southpolar Expedition) entre 1901 i 1903, i per l'Expedició Sunda, entre 1929 i 1931. Expedicions a "llits" de fòssils de Tendaguru, a l'Àfrica Oriental Alemanya (actualment Tanzània), van desenterrar rics tresors paleontològics. Les col·leccions d'espècimens són extenses i atreuen investigadors de tot el món.
Exposicions addicionals inclouen una col·lecció de minerals que representa el 75% dels existents en el món, una gran col·lecció de meteorits, el tros més gros d'ambre del món; exposicions dels avui extints quaga, huïa i llop marsupial, a més del goril·la "Bobby", que va ser un èxit d'"atracció" del Jardí Zoològic de Berlín en els períodes de 1920 i 1930.

## Exposicions

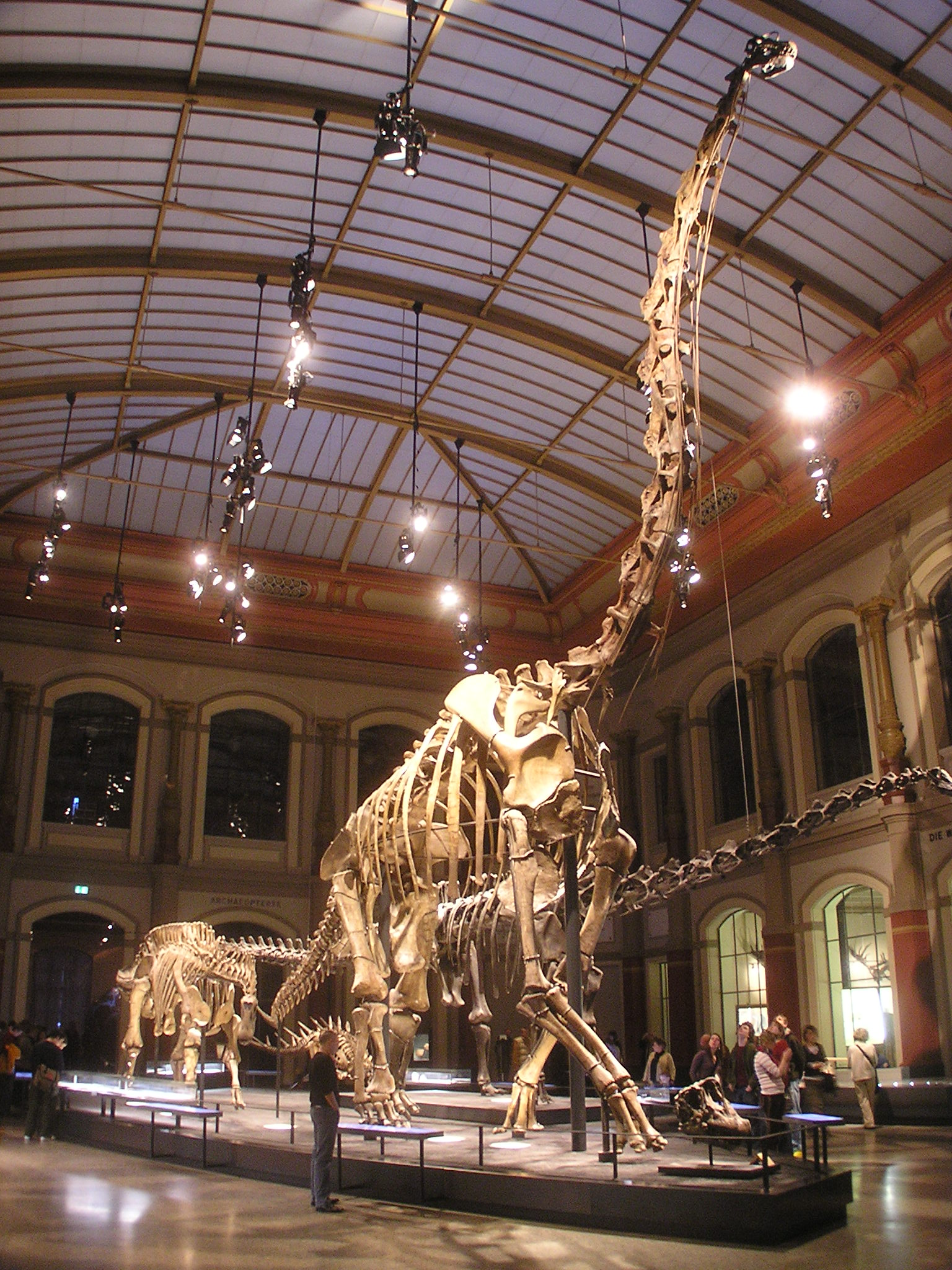
El Saló del Dinosaure vist de l'entrada, amb l'esquelet de Giraffatitan brancai (anteriorment Brachiosaurus) al centre.

Des de la reforma del museu El 2007, en un gran saló s'expliquen els processos d'evolució i biodiversitat, mentre que en diverses altres sales hi ha exposicions especials que canvien regularment.

### Saló del Dinosaure
El model de Giraffatitan brancai exposat en el saló central és l'esquelet més gran de dinosaure muntat en el món. És compost d'ossos fossilitzats recuperats pel paleontòleg alemany Werner Janensch dels "llits" de fòssils de Tendaguru, Tanzània, entre 1909 i 1913. Les restes mortals són principalment d'un animal gegantesc, amb excepció d'alguns ossos de la cua (vèrtebres caudals) que pertanyen a altres animals de la mateixa espècie i grandària.

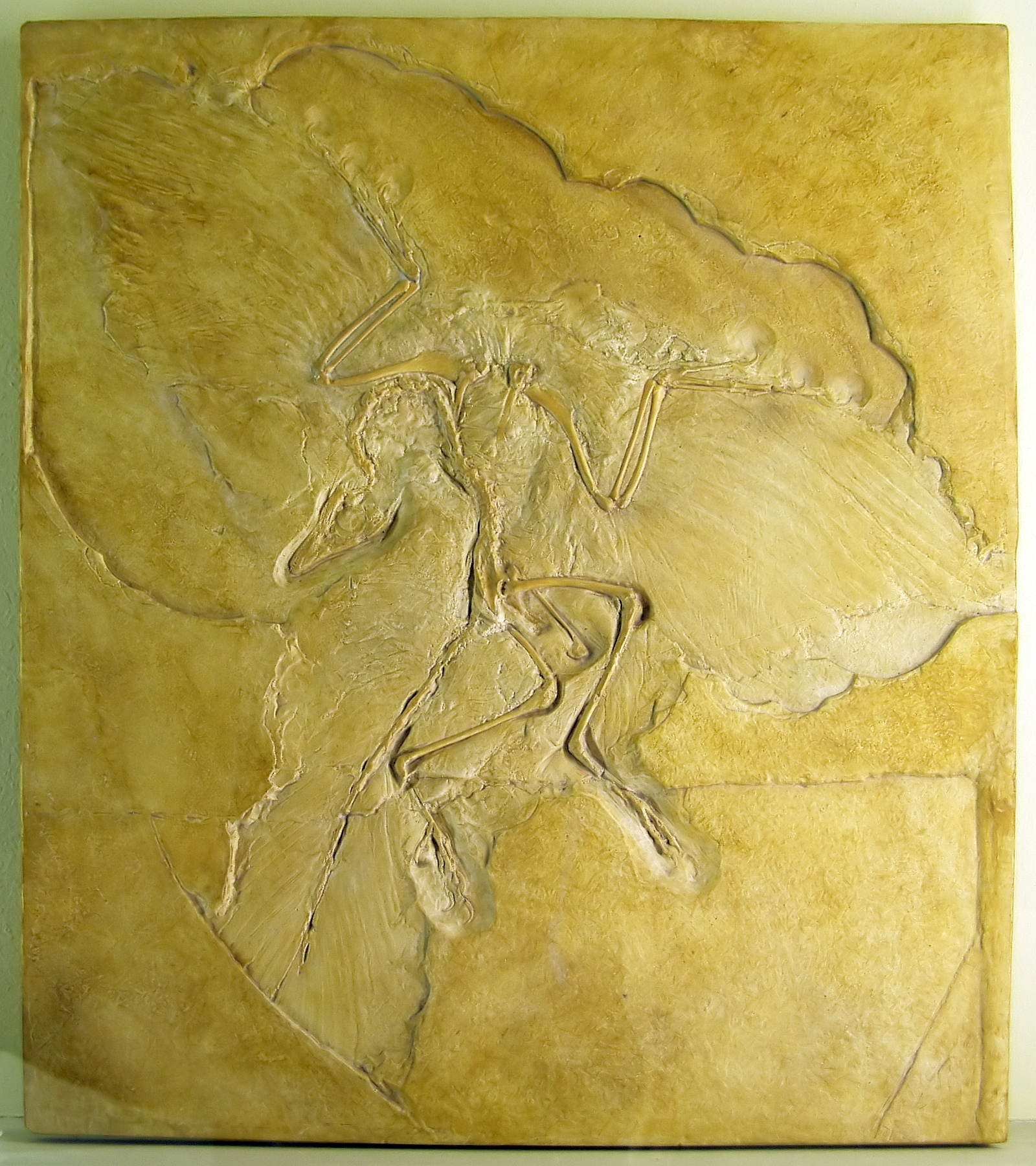
El cos com el d'un dinosaure, el cap annex ple de dents, a més de les ales, de les arpes i de la cua llarga com la d'un llangardaix, i la clara impressió de penes en la pedra al voltant són evidències de l'enllaç entre rèptils i aus.

El muntatge té 12,72 m d'altura i 22,25 m de llarg (a partir de 2005). Quan va viure, l'herbívor de cua llarga probablement pesava entorn de 23 tones. Mentre el Diplodocus carnegiei, muntat al costat d'ell (una còpia de l'original muntat en el Museu Carnegie d'Història Natural, a Pittsburgh, Estats Units) és més llarg (27 m), l'espècimen de Berlín és més alt i molt més massís.

### Archaeopteryx
L'espècimen de Berlín de l'Archaeopteryx lithographica està en exhibició en el saló cèntric d'exposicions. L'Archaeopteryx és un fòssil de transició descobert el 1861, dos anys després del llançament de l'obra principal de Charles Darwin, L'Origen de les Espècies, convertint-se el més famós fòssil en el món.
Recuperat de la formació geològica calcària de Solnhofen en Alemanya, el 1871, va ser només el tercer Archaeopteryx a ser descobert i el més complet. El primer espècimen, un únic exemplar de 150 milions d'anys trobat el 1860, també és al museu.

### Salons dels Minerals
La col·lecció del museu comprèn prop de 250.000 exemplars de minerals, dels quals prop de 4.500 estan en exposició en el Saló dels Minerals.

### Evolució en acció
En un gran saló són explicats els principis de l'evolució. El lloc va ser inaugurat El 2007, després d'una gran renovació de parts de l'edifici.

## Història
Els minerals exposats en el museu eren originalment part de la col·lecció dels instructors de l'Acadèmia de Mineria de Berlín. La Universitat de Berlín, fundada el 1810, va adquirir la primera d'aquestes col·leccions el 1814, sota l'ègida del nou Museu de Mineralogia. El 1857, el departament de paleontologia va ser fundat, obrint camí per sumar-hi els departaments de petrografia i geologia general.
El 1886, ja que la Universitat de Berlín no podia acollir més col·leccions de minerals per falta d'espai, va haver-hi la necessitat d'elaborar un projecte per la construcció d'un nou edifici en les proximitats, en el carrer Invalidenstrasse 43, on va ser inaugurat com Museu d'Història Natural, el 1889. El museu va ser construït en el lloc d'una antiga siderúrgica i això es reflecteix en l'existència de dues escales de ferro fos en l'interior de l'edifici.
De particular importància va ser la contribució del primer director després del canvi pel nou edifici. En el passat, el museu simplement consistia en l'exposició d'aquestes col·leccions, però Karl Möbius va idealitzar la divisió entre un espai d'exhibició pública amb algunes mostres, juntament amb explicacions sobre la seva rellevància, i la resta de la col·lecció separada en arxius per estudis científics.

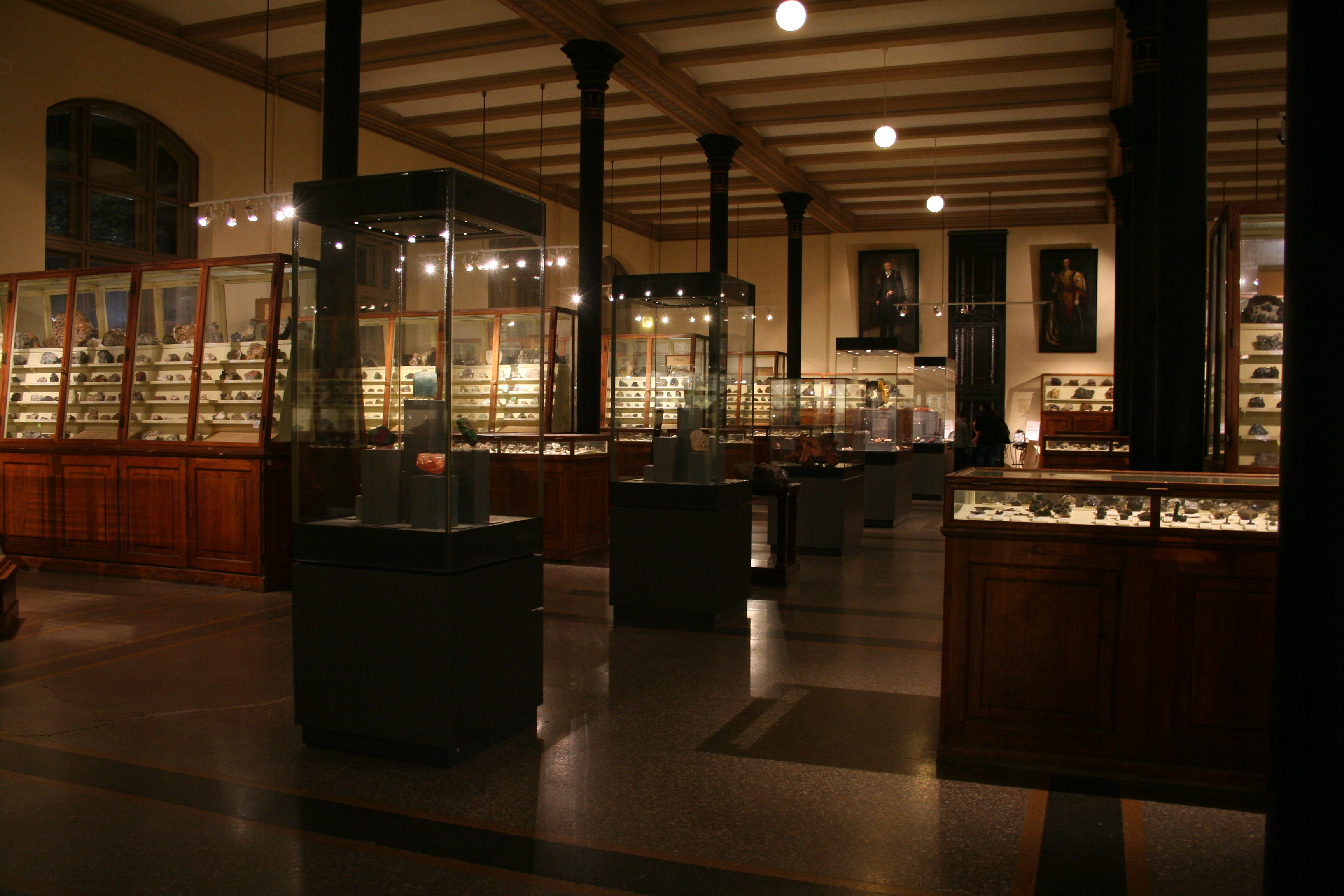
El Saló dels Minerals en el Museu d'Història Natural de Berlín.

Les col·leccions, no obstant això, van ser danyades pels bombardejos a Berlín durant la Segona Guerra Mundial. L'ala est del museu va ser severament danyada en l'època, i fins al 2011 no va ser reconstruït i actualment acull les col·leccions enteres d'alcohol, parcialment accessibles al públic.
El 1993, després de la reunificació d'Alemanya, el museu va ser dividit en tres parts: Instituts de Mineralogia, de Zoologia i de Paleontologia. Tanmateix, les disputes internes entre els directors dels Instituts van causar canvis importants el 2006, culminant en el nomenament d'un director-general i la substitució dels antics Instituts per una divisió entre col·leccions, investigacions i exposicions.
L'1 de gener de 2009, el museu es va separar oficialment de la Universitat Humboldt i es va fer un museu d'investigació en l'àmbit de l'"Associació Leibniz", passant a ser nomenat de Museum für Naturkunde - Leibniz-Institut für Evolutions- und Biodiversitätsforschung (Museu d'Història Natural - Institut Leibniz d'Investigació de l'Evolució i Biodiversitat). El museu està definit legalment com una fundació.